# Minniza occidentalis
Espèce
Minniza occidentalis est une espèce de pseudoscorpions de la famille des Olpiidae.

## Distribution
Cette espèce est endémique de Mauritanie. Elle se rencontre vers Atar.

## Publication originale
- Vachon, 1954 : Contribution à l'étude du peuplement de la Mauritanie. Pseudoscorpions. Bulletin de l'Institut Français d'Afrique Noire, vol. 16, p. 1022-1030.